# كايو دياز
كايو دياز هو لاعب كرة قدم برازيلي في مركز الوسط، ولد في 22 أبريل 1990 في كامبو غراندي في البرازيل. لعب مع نادي مارينغا.